# 灵芝塔
灵芝塔位于中国浙江省湖州市安吉县递铺街道安城村（原安吉县城）东南1公里、马家村南500米，西苕溪东岸马家渡龙头山山麓，隔溪与原县城相对。相传始建于五代吴越时，原属佛寺永安院，内奉真身佛骨舍利，北宋庆历七年（1047）和南宋景定元年（1260）曾进行修缮（据塔刹顶套筒上的题记）。
今塔为九层八面的叠涩檐仿楼阁式实心砖塔，通高22.46米，塔基高1.2米，底层每面阔1.65米，各层各面均设壸门，塔刹由覆钵、仰莲、相轮、葫芦宝瓶组成。1993-1994年修缮时发现北宋庆历七年（1047）所建天宫，出土重修灵芝塔铭银质鎏金金涂塔、铜镜、玻璃珠、玻璃瓶、水晶六棱柱形器、银鎏金镯以及唐至北宋钱币等。